# M3 (Armenien)
Die M3 (armenisch: Մ3) ist eine Hauptstraße in Armenien. Die Straße ist eine Süd-Nord-Verbindung durch den Westen und Norden des Landes, von Margara an der Grenze zur Türkei bis Dzoramut an der Grenze zu Georgien. Auf der Straße liegt der Stepanavantunnel, der längste Straßentunnel Armeniens. 

## Geschichte
Der 1,3 km lange Stepanavantunnel ist Anfang der 1970er Jahre von der Sowjetunion gebaut worden. Er wurde im Jahr 2000 renoviert und modernisiert. Der Tunnel liegt unter dem Puschkin-Pass.

## Orte an der Straße
- Margara
- Echmiadzin
- Aschtarak
- Darpas
- Stepanavan
- Dzoramut